# Neocerura damodara
Neocerura damodara är en fjärilsart som beskrevs av Moore 1865. Neocerura damodara ingår i släktet Neocerura och familjen tandspinnare. Inga underarter finns listade i Catalogue of Life.